# Microaporia elegans
Microaporia elegans là một loài ruồi trong họ Tachinidae.